# Aeropuerto de Zadar
El Aeropuerto de Zadar (en croata: Zračna luka Zadar) (IATA: ZAD, OACI: LDZD) es un aeropuerto que  proporciona sus servicios a la localidad de Zadar, en Croacia. Está localizado en Zemunik Donji, a 8 km de la estación ferroviaria de Zadar. En el aeropuerto se encuentra la escuela de vuelo de la aerolínea alemana Lufthansa, y también es la principal base de entrenamiento de la Fuerza Aérea Croata.

## Aerolíneas y destinos

### Destinos nacionales
| Ciudades | Aeropuerto                         | Aerolíneas       |
| Croacia  | Croacia                            | Croacia          |
| -------- | ---------------------------------- | ---------------- |
| Pula     | Aeropuerto de Pula                 | Croatia Airlines |
| Zagreb   | Aeropuerto de Zagreb-Franjo Tuđman | Croatia Airlines |

### Destinos internacionales
| Ciudades por países | Nombre del aeropuerto                                  | Aerolíneas                                                       |
| Europa              | Europa                                                 | Europa                                                           |
| ------------------- | ------------------------------------------------------ | ---------------------------------------------------------------- |
| Alemania            |                                                        |                                                                  |
| Berlín              | Aeropuerto de Berlín-Brandeburgo Willy Brandt          | EasyJet (Estacional) / Ryanair (Estacional)                      |
| Bremen              | Aeropuerto de Bremen                                   | Ryanair (Estacional)                                             |
| Colonia             | Aeropuerto de Colonia/Bonn                             | Eurowings (Estacional) / Ryanair (Estacional)                    |
| Düsseldorf          | Aeropuerto Internacional de Düsseldorf                 | Eurowings (Estacional)                                           |
| Fráncfort del Meno  | Aeropuerto de Fráncfort del Meno                       | Discover Airlines (Estacional)                                   |
| Hahn                | Aeropuerto de Fráncfort-Hahn                           | Ryanair (Estacional)                                             |
| Hamburgo            | Aeropuerto de Hamburgo                                 | Eurowings (Estacional) / Ryanair (Estacional)                    |
| Karlsruhe           | Aeropuerto de Karlsruhe/Baden Baden                    | Ryanair (Estacional)                                             |
| Memmingen           | Aeropuerto de Memmingen                                | Ryanair (Estacional)                                             |
| Múnich              | Aeropuerto Internacional de Múnich-Franz Josef Strauss | Croatia Airlines (Estacional) / Lufthansa (Estacional)           |
| Münster             | Aeropuerto de Münster/Osnabrück                        | Ryanair (Estacional)                                             |
| Núremberg           | Aeropuerto de Núremberg                                | Ryanair (Estacional)                                             |
| Stuttgart           | Aeropuerto de Stuttgart                                | Eurowings (Estacional)                                           |
| Weeze               | Aeropuerto de Baja Renania                             | Ryanair (Estacional)                                             |
| Austria             |                                                        |                                                                  |
| Viena               | Aeropuerto de Viena-Schwechat                          | Austrian Airlines (Estacional) / Ryanair (Estacional)            |
| Bélgica             |                                                        |                                                                  |
| Bruselas            | Aeropuerto de Bruselas-National                        | Brussels Airlines (Estacional)                                   |
| Bruselas            | Aeropuerto de Charleroi-Bruselas Sur                   | Ryanair (Estacional)                                             |
| Bulgaria            |                                                        |                                                                  |
| Sofía               | Aeropuerto de Sofía                                    | Ryanair (Estacional)                                             |
| Dinamarca           |                                                        |                                                                  |
| Aarhus              | Aeropuerto de Aarhus                                   | Ryanair (Estacional)                                             |
| Copenhague          | Aeropuerto de Copenhague-Kastrup                       | Norwegian (Estacional) / Ryanair (Estacional) / SAS (Estacional) |
| Eslovaquia          |                                                        |                                                                  |
| Bratislava          | Aeropuerto de Bratislava-Milan Rastislav Štefánik      | Ryanair (Estacional) (Inicia el 2 de junio de 2025)              |
| Košice              | Aeropuerto Internacional de Košice                     | Ryanair (Estacional)                                             |
| España              |                                                        |                                                                  |
| Barcelona           | Aeropuerto Josep Tarradellas Barcelona-El Prat         | Ryanair (Estacional)                                             |
| Finlandia           |                                                        |                                                                  |
| Helsinki            | Aeropuerto de Helsinki-Vantaa                          | Ryanair (Estacional)                                             |
| Francia             |                                                        |                                                                  |
| Beauvais            | Aeropuerto de Beauvais-Tillé                           | Ryanair (Estacional)                                             |
| Lyon                | Aeropuerto de Lyon-Saint Exupéry                       | EasyJet (Estacional) (Inicia el 23 de junio de 2024)             |
| Marsella            | Aeropuerto de Marsella-Provenza                        | Ryanair (Estacional)                                             |
| Hungría             |                                                        |                                                                  |
| Budapest            | Aeropuerto de Budapest-Ferenc Liszt                    | Ryanair (Estacional)                                             |
| Irlanda             |                                                        |                                                                  |
| Cork                | Aeropuerto de Cork                                     | Ryanair (Estacional)                                             |
| Dublín              | Aeropuerto de Dublín                                   | Ryanair (Estacional)                                             |
| Italia              |                                                        |                                                                  |
| Bari                | Aeropuerto de Bari-Palese                              | Ryanair (Estacional) (Inicia el 2 de mayo de 2025)               |
| Bérgamo             | Aeropuerto de Bérgamo-Orio al Serio                    | Ryanair (Estacional)                                             |
| Bolonia             | Aeropuerto de Bolonia                                  | Ryanair (Estacional)                                             |
| Milán               | Aeropuerto de Milán-Malpensa                           | EasyJet (Estacional) / Ryanair (Estacional)                      |
| Pisa                | Aeropuerto de Pisa                                     | Ryanair (Estacional)                                             |
| Roma                | Aeropuerto de Roma-Fiumicino                           | Ryanair (Estacional) (Inicia el 3 de mayo de 2025)               |
| Lituania            |                                                        |                                                                  |
| Kaunas              | Aeropuerto de Kaunas                                   | Ryanair (Estacional)                                             |
| Luxemburgo          |                                                        |                                                                  |
| Luxemburgo          | Aeropuerto de Luxemburgo                               | Luxair (Estacional)                                              |
| Países Bajos        |                                                        |                                                                  |
| Eindhoven           | Aeropuerto de Eindhoven                                | Ryanair (Estacional)                                             |
| Maastricht          | Aeropuerto de Maastricht Aquisgrán                     | Ryanair (Estacional)                                             |
| Róterdam            | Aeropuerto de Róterdam-La Haya                         | Transavia (Estacional)                                           |
| Polonia             |                                                        |                                                                  |
| Breslavia           | Aeropuerto de Breslavia-Copérnico                      | Ryanair (Estacional)                                             |
| Cracovia            | Aeropuerto de Cracovia-Juan Pablo II                   | Ryanair (Estacional)                                             |
| Gdansk              | Aeropuerto de Gdańsk-Lech Wałęsa                       | Ryanair (Estacional)                                             |
| Katowice            | Aeropuerto Internacional de Katowice                   | Ryanair (Estacional)                                             |
| Poznan              | Aeropuerto de Poznan-Ławica (Polonia)                  | Ryanair (Estacional)                                             |
| Rzeszów             | Aeropuerto de Rzeszów                                  | Ryanair (Estacional)                                             |
| Varsovia            | Aeropuerto de Varsovia-Modlin                          | Ryanair (Estacional)                                             |
| Reino Unido         |                                                        |                                                                  |
| Birmingham          | Aeropuerto de Birmingham                               | Ryanair (Estacional)                                             |
| Bournemouth         | Aeropuerto de Bournemouth                              | Ryanair (Estacional)                                             |
| Edimburgo           | Aeropuerto de Edimburgo                                | Ryanair (Estacional)                                             |
| Leeds               | Aeropuerto de Leeds-Bradford                           | Ryanair (Estacional)                                             |
| Liverpool           | Aeropuerto de Liverpool-John Lennon                    | Ryanair (Estacional)                                             |
| Londres             | Aeropuerto de Londres-Gatwick                          | easyJet (Estacional)                                             |
| Londres             | Aeropuerto de Londres-Stansted                         | Ryanair (Estacional)                                             |
| Mánchester          | Aeropuerto de Mánchester                               | Ryanair (Estacional)                                             |
| Newcastle           | Aeropuerto Internacional de Newcastle                  | Ryanair (Estacional)                                             |
| República Checa     |                                                        |                                                                  |
| Praga               | Aeropuerto de Praga                                    | Ryanair (Estacional)                                             |
| Rumania             |                                                        |                                                                  |
| Bucarest            | Aeropuerto Internacional de Bucarest-Henri Coandă      | Ryanair (Estacional)                                             |
| Serbia              |                                                        |                                                                  |
| Belgrado            | Aeropuerto de Belgrado-Nikola Tesla                    | Air Serbia (Estacional)                                          |
| Suecia              |                                                        |                                                                  |
| Estocolmo           | Aeropuerto de Estocolmo-Arlanda                        | Ryanair (Estacional)                                             |
| Gotemburgo          | Aeropuerto de Gotemburgo-Landvetter                    | Ryanair (Estacional)                                             |
| Växjö               | Aeropuerto de Växjö-Småland                            | Ryanair (Estacional)                                             |
| Suiza               |                                                        |                                                                  |
| Basilea             | Aeropuerto de Basilea                                  | EasyJet (Estacional)                                             |
| Zúrich              | Aeropuerto de Zúrich                                   | Edelweiss Air (Estacional) (Inicia el 28 de junio de 2025)       |

## Tráfico

Mapa que muestra la ubicación de los Aeropuertos de Croacia.

Ver fuente y consulta Wikidata.